# Thamnophis elegans
Thamnophis elegans är en ormart som beskrevs av Baird och Girard 1853. Thamnophis elegans ingår i släktet strumpebandssnokar och familjen snokar.
Arten förekommer i västra Nordamerika. De nordligaste populationerna lever i British Columbia och Alberta i Kanada. Thamnophis elegans når i öst South Dakota, Colorado och New Mexico i USA. Utbredningsområdets västra gräns utgörs ungefär av Stilla havet och I syd når arten fram till norra delen av halvön Baja California (Mexiko). Denna orm lever i låglandet och i bergstrakter. Enstaka exemplar hittades vid 3995 meter över havet. Habitatet kan variera mellan skogar, buskskogar, gräsmarker och klippiga områden. Individerna vistas främst på marken men i fuktiga områden simmar de ofta. Thamnophis elegans föredrar landskap med vattenansamlingar som vattendrag, insjöar och dammar. Äggen kläcks redan inuti honans kropp så att levande ungar föds (ovovivipar).
För beståndet är inga tydliga hot kända och hela populationen anses vara stabil. IUCN kategoriserar arten globalt som livskraftig.

## Underarter
Arten delas in i följande underarter:
- T. e. arizonae
- T. e. elegans
- T. e. errans
- T. e. vagrans
- T. e. vascotanneri
- T. e. hueyi